# リライト・マイ・ファイア
「リライト・マイ・ファイア」（Relight My Fire）はダン・ハートマン（Dan Hartman）が1979年に発売した楽曲。
ダン・ハートマンが1979年にリリースした当時はあまり人気はなかったが、ゲイ・クラブでは定番の曲として今でも使われている。
1993年には、イギリスの男性グループ、テイク・ザットが、スコットランドの歌手、ルルのフィーチャリングのもとでリリースされ、彼らにとって2度目の全英シングルチャート1位を獲得した（2週間1位の座をキープした）。彼らの2枚目のアルバム『エヴリシング・チェンジズ』に収録されている。日本国内では、深夜に放送されていた洋楽番組『BEAT UK』(フジテレビ)でもシングルチャートで1位を獲得。メインボーカルはゲイリー・バーロウ。

## 収録曲
マキシ・シングル（パート1）
1. リライト・マイ・ファイア (ラジオ・ヴァージョン)
2. リライト・マイ・ファイア (フル・ヴァージョン)
3. リライト・マイ・ファイア (レイト・ナイト・ミックス)
4. リライト・マイ・ファイア (オール・ナイト・ミックス)
5. リライト・マイ・ファイア (ナイト・ビーツ)

マキシ・シングル（パート2）
1. リライト・マイ・ファイア (ラジオ・ヴァージョン)
2. いつも二人で (ライヴ)
3. モータウン・メドレー (ライヴ)
4. テイク・ザット・アンド・パーティ (ライヴ)

## その他のカバー
コンピレーション・アルバムでは、1990年7月に発売された『ザッツ・ユーロビート Vol.20』にマウロ・ファリーナ(Mauro Farina)が、『RELIGHT MY FIRE(1990 VERSION) / MARK FARINA FEATURING BETTY BOO』名義でユーロビートアレンジでカバーしている。